# Marek Ferdynand Arczyński

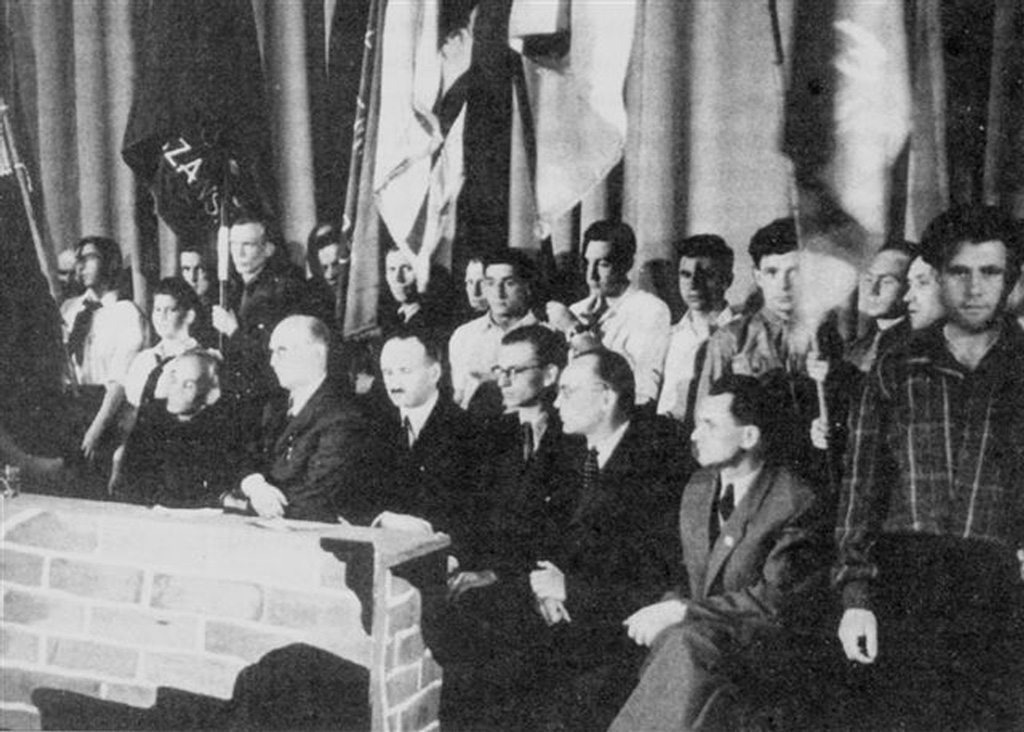
Oficjalna akademia w Teatrze Polskim z okazji trzeciej rocznicy powstania w getcie warszawskim. Marek Ferdynand Arczyński siedzi drugi od prawej, obok m.in. Władysław Bartoszewski i Adolf Berman

Marek Ferdynand Arczyński, ps. Janek, Marek, Łukowski (ur. 8 grudnia 1900 w Krakowie, zm. 16 lutego 1979 w Warszawie) – polski działacz społeczny i polityczny, dziennikarz, skarbnik Rady Pomocy Żydom przy Delegaturze Rządu na Kraj „Żegota” (1942–1945), poseł do Krajowej Rady Narodowej i na Sejm Ustawodawczy (1945–1952). Sprawiedliwy wśród Narodów Świata.

## Życiorys
Urodził się w Krakowie w robotniczej rodzinie jako syn Franciszka i Antoniny. W 1921 uczestniczył w III powstaniu śląskim. W dwudziestoleciu międzywojennym pracował w kolejnictwie. W 1938 znalazł się w Komitecie Zaolziańskim Korpusu Ochotniczego Ziemi Krakowskiej. 
W czasie II wojny światowej był prezesem zarządu okręgowego Stronnictwa Demokratycznego w województwie krakowskim oraz redaktorem „Dziennika Polskiego”. W 1943 związał się ze Stronnictwem Polskiej Demokracji, którego został sekretarzem generalnym. Był jednym z inicjatorów powołania do życia Rady Pomocy Żydom przy Delegaturze Rządu na Kraj „Żegota”. Należał do jej prezydium oraz pełnił obowiązki skarbnika (od grudnia 1942 do stycznia 1945). Stał na czele Referatu Legalizacyjnego Rady, jaki miał za zadanie wytwarzać fikcyjne dokumenty dla ukrywających się Żydów.
Po wojnie sprawował funkcję wicesekretarza generalnego CK SD, był również kierownikiem propagandy i wydawnictw CK. W 1945 został powołany w skład Krajowej Rady Narodowej. Dwa lata później znalazł się wśród posłów Sejmu Ustawodawczego. Zaangażował się w propagandę na rzecz tzw. referendum z 1946. W latach 1946–1947 pełnił obowiązki sekretarza generalnego Bloku Stronnictw Demokratycznych. Po 1950 pracował jako dziennikarz. Był członkiem honorowym PTTK, sekretarzem generalnym Ligi do Walki z Rasizmem oraz prezesem zarządu okręgowego Związku Powstańców Śląskich w Krakowie. Pełnił funkcję zastępcy redaktora naczelnego pism „Turysta” i „Światowid”. Został usunięty z władz SD, a w 1958 zawieszony w prawach członka partii za współorganizowanie opozycyjnej wewnątrz niej tzw. grupy odnowy.
Pochowany na cmentarzu Wojskowym na Powązkach (kwatera 15B-4-7).

## Ordery i odznaczenia
- Order Krzyża Grunwaldu III klasy (11 lipca 1946)[5]
- Krzyż Oficerski Orderu Odrodzenia Polski
- Śląski Krzyż Powstańczy
- Medal za Warszawę 1939–1945 (17 stycznia 1946)[6]
- Medal 10-lecia Polski Ludowej (12 stycznia 1955)[7]
- Odznaka „Zasłużony Działacz Turystyki”
- Sprawiedliwy wśród Narodów Świata[8]